# Jean Théodore Cocteau
Jean Théodore Cocteau (* 15. März 1798 in Paris; † 13. Mai 1838 in Paris) war ein französischer Arzt und Herpetologe.

## Leben und Wirken
Von seinem Vater Jacques Étienne Cocteau, der Vizechef im Innenministerium war, wurde er an das Collège Stanislas von Claude Rosalie Liautard (1774–1842) geschickt. Seine Mutter hieß Julie geb. Millet. Während des Studiums baute er eine tiefe Freundschaft zu Jean Jacques Joseph Leroy d’Etiolles (1798–1860) und Achille Rémy Percheron (1797–1869) auf. Nachdem er seine humanistischen Studien abgeschlossen hatte, folgte er dem Wunsch seinen Eltern Medizin zu studieren. Voller Eifer brachte er dieses zu einem erfolgreichen Abschluss. Er begann als Assistenzarzt im Hôpital Saint-Louis unter Anthelme Louis Claude Marie, Baron von Richerand und erarbeitete sich schnell einen guten Ruf bei den Vorgesetzten und den Kollegen. Am 11. Juni 1824 präsentierte er seine Dissertation Reflextions et observations sur quelques points de medicine, die er Jacques François Baron (1782–1849) widmete.
Später besuchte er Vorlesungen von Georges Cuvier und Guillaume Dupuytren. Sein Wunsch sich weiter zu bilden war so groß, dass er selbst als ausgebildeter Arzt immer wieder Vorlesungen besuchte. Die Epoche seit 1814 mit der ersten Restauration ging auch an ihm politisch nicht vorbei. Cocteau arbeitete damals im Val-de-Grâce. Nachdem er viele Verwundete verbunden hatte, nahm er schließlich vor den Mauern Paris die Waffen zu Hand und diente der nationalen Artillerie.
Schon bald entwickelte er eine Liebe zu den Naturwissenschaften. Hier waren es die Reptilien, bei denen er den meisten Forschungsbedarf für sich entdeckte. Die Reptilien die sein Freund Alexandre Louis Lefèbvre de Cérisy aus Ägypten mitgebracht hat, eröffneten Cocteau ein neues Forschungsgebiet. All die Skinke, die sich in der Sammlung befanden, inspirierten ihn und weckten in ihm die Idee ein Werk über diese Reptilien zu publizieren.
Bald stand Cocteau in regem Briefwechsel mit den bedeutendsten ausländischen Herpetologen und außerdem mit Cuvier, Étienne Geoffroy Saint-Hilaire und Auguste Henri André Duméril. Letztere erkannten bald das Talent des jungen Wissenschaftlers und bauten eine Freundschaft zu ihm auf. Als Ramón de la Sagra einen Autor für den herpetologischen Teil seines Werkes Historia fisica, politica y natural de la isla de Cuba suchte, fiel seine Wahl auf Cocteau. Dieser verfolgte das Projekt mit tiefgreifenden und gewissenhaften Untersuchungen. Bedingt durch seinen Tod wurde dieser Teil schließlich durch Gabriel Bibron beendet.
Als er seine Studien über Skinke (Ètudes sur les Scincoides) veröffentlichen wollte, weigerten sich einige Buchhändler die Kosten für das Verlegen des Werkes zu übernehmen. Trotz seiner bescheidenen finanziellen Mittel und der Weigerung des Ministeriums einige Exemplare zu zeichnen, ließ sich Cocteau nicht beirren und bereitete eine zweite Lieferung des Werkes vor, die aber durch seinen Tod bedingt nie erschien. Viele Stunden widmete er der mühsamen Suche in Bibliotheken oder dem Studium von Sammlungen. In der Nacht trug er die Notizen zusammen, die er tagsüber oft hastig gemacht hatte.
Cocteau erkannte die Notwendigkeit Fremdsprachen zu beherrschen und lernte nacheinander und ohne Lehrer Italienisch, Deutsch, Spanisch, Englisch und ein wenig Schwedisch. Zuzüglich erlernte Cocteau die alten Sprachen, die er ebenfalls sehr gut beherrschte. Vor allem seine lateinischen Texte schrieb er mit einer gewissen Eleganz. Neben den Naturwissenschaften galt er als äußerst belesen und es gab kaum ein Thema, zu dem er nichts beitragen konnte. So findet man in Dictionnaire pittoresque d’histoire naturelle, Dictionnaire de la conversation et de la lecture und Encyclopédie d’education weitere Beiträge von ihm.
Cocteau galt als philanthropischer Arzt, der ohne großes Aufsehen den ärmeren Bevölkerungsgruppen half und gleichzeitig von den Reichen kein ähnliches altruistisches Verhalten forderte. Als 1832 die Cholera die Hauptstadt heimsuchte, kämpfte Cocteau an vorderster Front gegen die Epidemie. Für seine Dienste verlieh ihm die Stadt Paris eine Medaille und das Hôpital Saint-Louis stellte ihn ein, um einen erkrankten Kollegen zu ersetzen. Hier zeigte er seine Stärken als Praktiker. Mit hippokratischer Einfachheit kombinierte er verschiedene Theorien und verwendete daraus nur das was ihm nützlich im Sinne der Therapie erschien.
Cocteau verstarb nach 47-tägigem Leiden an einer Fieberattacke. Neben Pierre Charles Alexandre Louis und Jacques François Baron, die ihn medizinisch versorgten standen ihm Duméril und sein Jugendfreund Leroy d’Etiolles in dieser Leidenszeit zur Seite. Cocteau war nicht verheiratet. Er wurde auf dem Cimetière de Montmartre beerdigt.

## Erstbeschreibungen von Jean Théodore Cocteau
Cocteau hat (auch zusammen mit anderen Autoren) eine Familie und einige Arten, die neu für die Wissenschaft waren, beschrieben.

### Familien
- Anolideae Cocteau, 1836

### Arten
Zu den Arten gehören chronologisch u. a.:
- Skinke-Art Cryptoblepharus leschenault (Cocteau, 1832)
- Skinke-Art Cryptoblepharus plagiocephalus (Cocteau, 1836)
- Bahamaanolis Anolis sagrei Cocteau, 1837 in Duméril und Bibron
- Wasseranolis Anolis vermiculatus Cocteau, 1837 in Duméril und Bibron
- Doppelzungenschleichen-Art Diploglossus delasagra (Cocteau, 1838)
- Schienenechsen-Art Pholidoscelis auberi (Cocteau, 1838)

### Synonyme

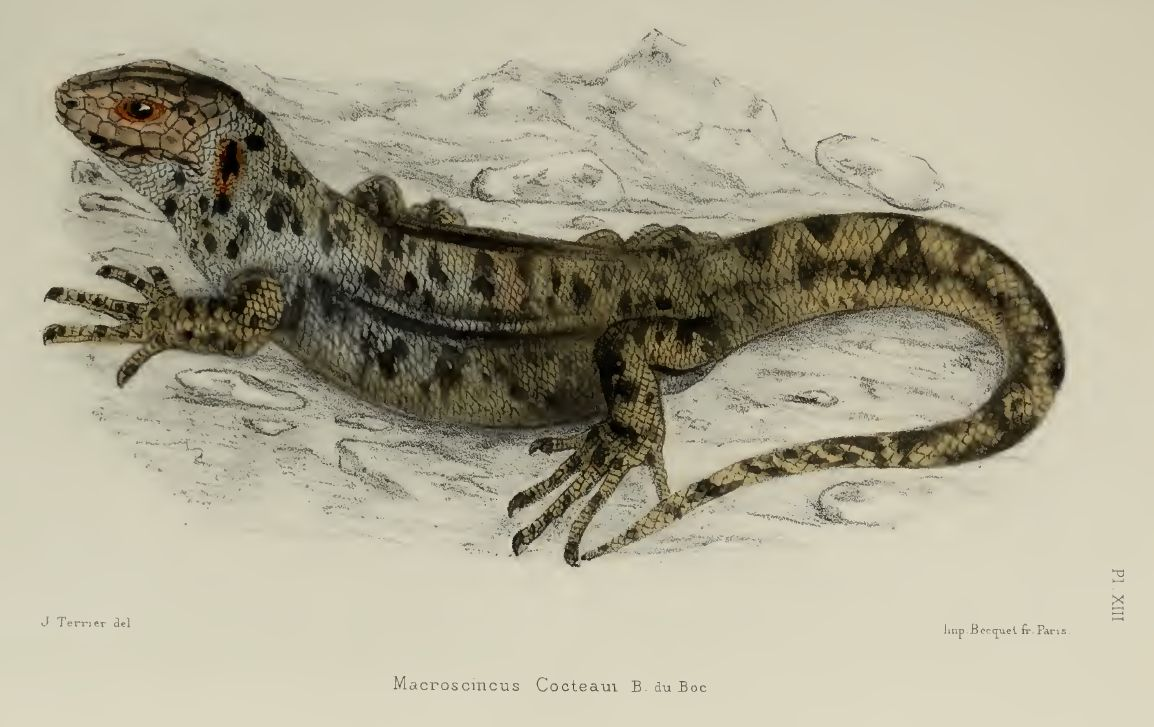
Kapverdischer Riesenskink illustriert von Jules Terrier

Zu den Synonymen gehören chronologisch u. a.:
- Ephippipher Cocteau, 1835 ist Synonym für Brachycephalus Fitzinger, 1826
- Caouana Cocteau & Bibron, 1838 ist Synonym für Caretta Rafinesque, 1814
- Ephippipher spixii Cocteau, 1835 ist Synonym für die Gelbe Sattelkröte (Brachycephalus ephippium (Spix, 1824))

## Dedikationsnamen
1839 benannten André Marie Constant Duméril und Gabriel Bibron die wohl ausgestorbene Art Kapverdischer Riesenskink (Chioninia coctei) zu seinen Ehren.

## Publikationen (Auswahl)
- Reflextions et observations sur quelques points de medicine. Imprimerie de Didot le Jeune, Paris 1824 (google.de).
- mit Jean Jacques Joseph Leroy d’Étiolles,: Expériences relatives à la reproduction du Cristallin. In: Journal de physiologie expérimentale et pathologique. Band 7, 1827, S. 30–44 (google.de).
- Ablepharis. Ablephlaris. Fitzinger. In: Magasin de zoologie. Band 2, 1832, S. 1–5 (biodiversitylibrary.org – Classe II).
- Notice le genre Reptiles Ophidiens nommé Uropelltis par Curvier, et description d'une espèce de ce genre. In: Magasin de zoologie. Band 3, 1833, S. 1–7 (biodiversitylibrary.org – Classe II).
- zusammen mit Félix Édouard Guérin-Méneville, Émile Puillon Boblaye, Amédée Burat, Gabriel Bibron, Guillaume Clavé, Louis Michel Français Doyère, Pierre-Louis Duclos, François Foy, Paul Gentil, Henry Guillaumé, Jean Jacques Nicolas Huot, François Malepeyre, Camille Jubé de la Perelle, François Lallemand, Pierre-Hippolyte Lucas, Gaspard-Joseph Martin-Saint-Ange, Charles Henry Dessalines d’Orbigny, Achille Rémy Percheron, Pierre Louis Rousseau, Arsène Thiébaut de Berneaud: Dictionnaire pittoresque d’histoire naturelle et des phénomènes de la nature contenant l’histoire des animaux, des végétaux, des minéraux, des météores, des principaux phénomènes physiques et des curiosités naturelles, avec des détails sur l’emploi des productions des trois règnes dans les usages de la vie, les arts et les métiers et les manufactures rédigé par une société de naturalistes sous la direction de F.E. Guérin. Band 1. E. Legier, Saint-Omer (biodiversitylibrary.org – 1833–1834).
- Notice sur le genre Gerrhosaurus et sur deux espèces qui s’y rapportent. In: Magasin de zoologie. Band 4, 1834, S. 1–20 (biodiversitylibrary.org – Classe III).
- mit Jean Jacques Joseph Leroy d’Étiolles,: Note sur le cristallin. In: Comptes rendus hebdomadaires des séances de l’Académie des sciences. Band 1, 1835, S. 344–227 (biodiversitylibrary.org).
- Notice sur un genre peu connu et imparfaitement décrit de Batraciens anoures à carapace dorsale osseuse, et sur une nouvelle espèces de ce genre. In: Magasin de zoologie. Band 4, 1835, S. 1–16 (biodiversitylibrary.org – Classe III).
- Notice sur un genre peu connu de Lézards vivipares (Zootoca, Wagler), et sur une nouvelle espèce de ce genre. In: Magasin de zoologie. Band 4, 1835, S. 1–25 (biodiversitylibrary.org – Classe III).
- in Ludwig Friedrich von Froriep: Ueber eine wenig bekannte und unvollständig beschriebene Gattung der schwanzlosen Batrachier mit knochigem Rückenschilde, Epihippifer, (Brachycephalus, Fitzinger) und über eine neue Art dieser Gattung. In: Notizen aus dem Gebiete der Natur- und Heilkunde. Band 44, 1835, S. 245–248 (biodiversitylibrary.org).
- in Ludwig Friedrich von Froriep: Lebendig Junge gebährende Echsen. In: Notizen aus dem Gebiete der Natur- und Heilkunde. Band 46, 1835, S. 214–216 (biodiversitylibrary.org).
- zusammen mit Félix Édouard Guérin-Méneville, Émile Puillon Boblaye, Guillaume Clavé, Pierre-Louis Duclos, François Foy, Paul Gentil, François-Louis-Paul Gervais, Antoine-Alphonse Guichenot, Jean Jacques Nicolas Huot, Pierre-Hippolyte Lucas, François Malepeyre, Camille Jubé de la Perelle, François Lallemand, Gaspard-Joseph Martin-Saint-Ange, Achille Rémy Percheron, Paul Karel Sander Leonard Rang, Arsène Thiébaut de Berneaud: Dictionnaire pittoresque d’histoire naturelle et des phénomènes de la nature contenant l’histoire des animaux, des végétaux, des minéraux, des météores, des principaux phénomènes physiques et des curiosités naturelles, avec des détails sur l’emploi des productions des trois règnes dans les usages de la vie, les arts et les métiers et les manufactures rédigé par une société de naturalistes sous la direction de F.E. Guérin. Band 2. E. Legier, Saint-Omer 1835 (biodiversitylibrary.org).
- zusammen mit Félix Édouard Guérin-Méneville, Guillaume Clavé, Anselme Gaëtan Desmarest, François Foy, Paul Gentil, François-Louis-Paul Gervais, Antoine-Alphonse Guichenot, Jean Jacques Nicolas Huot, François Malepeyre, Camille Jubé de la Perelle, François Lallemand, Pierre-Hippolyte Lucas, Gaspard-Joseph Martin-Saint-Ange, Victor Amédée Meunier, Achille Rémy Percheron, Arsène Thiébaut de Berneaud: Dictionnaire pittoresque d’histoire naturelle et des phénomènes de la nature contenant l’histoire des animaux, des végétaux, des minéraux, des météores, des principaux phénomènes physiques et des curiosités naturelles, avec des détails sur l’emploi des productions des trois règnes dans les usages de la vie, les arts et les métiers et les manufactures rédigé par une société de naturalistes sous la direction de F.E. Guérin. Band 3. E. Legier, Saint-Omer 1835 (biodiversitylibrary.org).
- Conjectures sur l’origine d’un des Cryptes mortuaires de Qasr (Oasis de Bahryeh) et sur celle des nombreux squelettes humaines qui y sont accumulés, à l’occasion d’une tête rapportée par M. Alexandre Lefebvre. In: Journal asiatique ou recueil de mémoires, d’extraits et de notices relatifs à l’histoire, à la philosophie, aux langues et à la littérature des peuples orientaux (= 3. Band 1). 1836, S. 239–263 (bnf.fr).
- Révision de la famille des Anolis, à l’occasion d’un nouveau genre de ce groupe de reptiles sauriens (Achantolis [sic]) rapporté de Cuba par M. de la Sagra. In: L’Institut Journal des academies et societes scientifiques de la France et de l’Etranger. Band 4, 1836, S. 286–287 (google.de).
- Tabulæ synopticæ Scincoideorum. In: Annales des sciences naturelles (= 2. Band 7). 1837, S. 124–126 (biodiversitylibrary.org).
- Révision de la famille de Anolis, à l’occasion d’un nouveau genre de ce groupe de reptiles suriens (Acantholis), rapporté de Cuba par M. de la Sagra. In: Comptes rendus hebdomadaires des séances de l’Académie des sciences. Band 4, 1837, S. 226–227 (biodiversitylibrary.org).
- Études sur les Scincoides. Imprimerie de Terzuolo, Paris 1836 (biodiversitylibrary.org).
- zusammen mit Félix Édouard Guérin-Méneville, Guillaume Clavé, Anselme Gaëtan Desmarest, François Foy, Prosper Garnot, Paul Gentil, Jean-Joseph Zéphirin Gerbe, François-Louis-Paul Gervais, Antoine-Alphonse Guichenot, Jean Jacques Nicolas Huot, François Malepeyre, Camille Jubé de la Perelle, François Lallemand, Jean Charles Lévêque, Pierre-Hippolyte Lucas, Gaspard-Joseph Martin-Saint-Ange, Victor Amédée Meunier, Achille Rémy Percheron, Arsène Thiébaut de Berneaud, Pierre Théodore Virlet d’Aoust: Dictionnaire pittoresque d’histoire naturelle et des phénomènes de la nature contenant l’histoire des animaux, des végétaux, des minéraux, des météores, des principaux phénomènes physiques et des curiosités naturelles, avec des détails sur l’emploi des productions des trois règnes dans les usages de la vie, les arts et les métiers et les manufactures rédigé par une société de naturalistes sous la direction de F.E. Guérin. Band 4. E. Legier, Saint-Omer 1836 (biodiversitylibrary.org).
- in André Marie Constant Duméril, Gabriel Bibron: Erpétologie générale, ou, Histoire naturelle complète des reptiles. Band 4. Libraire Encyclopédique de Roret, Paris 1837 (biodiversitylibrary.org).
- in William Duckett: Dictionnaire de la conversation et de la lecture. Belin-Mandarency, Paris (Band 1 bis 52 erschienen von 1832 bis  1839).
- in Achille Rémy Percheron, François Malepeyre,: Encyclopédie d’education, ou Exposition abrégée et par ordre de matières, des sciences, des arts et des métiers, destinée aux jeunes gens de l’un et de l’autre sexe, et à toutes les personnes qui désirent acquérir une idée sommaire des sciences et de la liaison qui existe entre elles. Rédigée par une réunion de savants et de praticiens. Méquignon-Marvis, Paris 1837.
- mit Gabriel Bibron in Ramón de la Sagra: Reptiles in Historia fisica, politica y natural de la isla de Cuba. 4 (Reptiles y Peces). Arthus Bertrand, Paris 1843 (biodiversitylibrary.org – 1838-1843).